# Anyphaena bryantae
Anyphaena bryantae là một loài nhện trong họ Anyphaenidae.
Loài này thuộc chi Anyphaena. Anyphaena bryantae được Carl Friedrich Roewer miêu tả năm 1951.